# Petronas Twin Towers
Petronas Twin Towers (malajiska: Menara Berkembar Petronas) är en tvillingsskyskrapa i Kuala Lumpur i Malaysia. Den är världens sjuttonde högsta skyskrapa och världens högsta tvillingskyskrapa. Hela byggnadskomplexet ägs av oljebolaget Petronas, och kallas i folkmun endast Twin Towers. I nedre delen av Twin Towers finns ett exklusivt köpcentrum, som är öppet för allmänheten. Till byggnadernas huvuddelar, de höga tornen, som förenas genom en bro, äger i huvudsak endast personal tillträde. Turister kan varje morgon köa för en begränsad mängd biljetter som ger tillträde till gångbron mellan tornen.
Twin Towers är 451,9 meter höga och har 88 våningar och var vid byggnationen världens högsta byggnad. Byggnaden planerades 1992 och byggnation påbörjades 1993 och stod färdig 1998. När den var klar, var den högre än Willis Tower, eftersom spiraler räknas men inte antenner. Den 31 december 2004 tog Taipei 101 över förstaplatsen som världens högsta byggnad med 508 meter i höjd.
Många byggnader är på låg höjd förbundna med gångbroar, Petronas Towers är dock förbundna till varandra med "Himmelsbron" på högre höjd än någon annan byggnad. Vid brand eller annan fara är det tänkt att bron skall vara en flyktväg så personer kan ta sig i säkerhet via det torn som inte är i fara.
Stommen är huvudsakligen byggd av betong till skillnad från de i skyskrapor vanligare förekommande stålstommarna. Detta eftersom Malaysia inte har någon stor stålindustri. Stålet i byggnaden är svensktillverkat. Betongkonstruktionen utprovades speciellt för Petronastornen och innehåller Kisel för att öka hållfastheten så betongen skall hålla för det stora trycket av den massiva konstruktionen.
Tornens form är baserad på en geometrisk form som är vanlig i islamisk arkitektur, ovanifrån sett är det två överlappade kvadrater, varav den ena är vriden 45 grader. Idén med de två kvadraterna kom från landets premiärminister och avsikten är att ge tornen en anknytning till Malaysias islamiska kultur. Formen kompletteras med halvcirklar i de hörn där kvadraterna möts, för att ge tornen större total golvyta.

## Petronas Towers i kulturen
- Petronas Towers har en framträdande roll i filmen Entrapment.
- I datorspelet Hitman 2 utspelar sig tre uppdrag i olika sektioner i tornen, följda av varandra.